# Hellnar

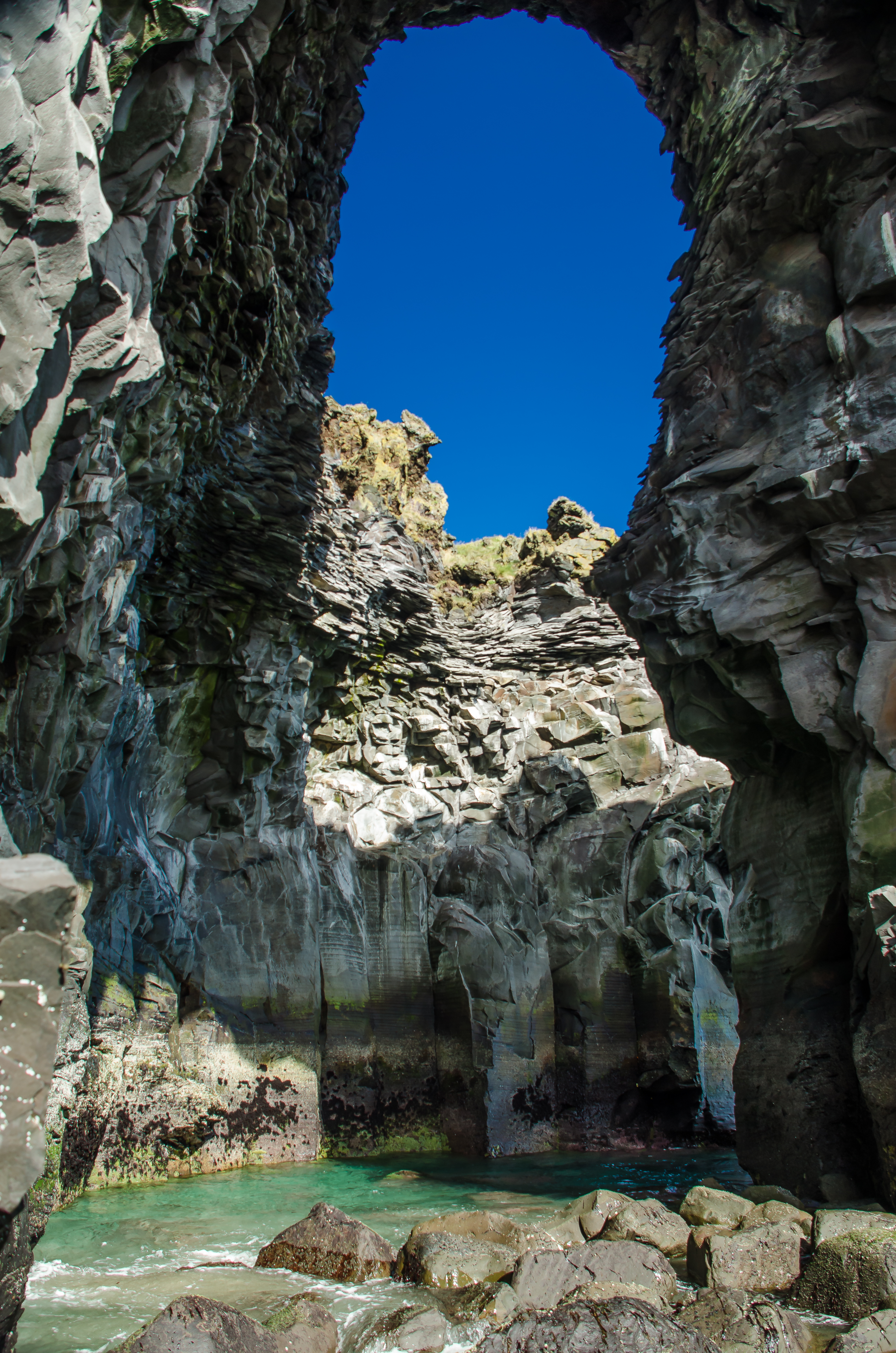
Baðstofa

Hellnar is een plaatsje op het schiereiland Snæfellsnes op IJsland. In vroeger tijden was Hellnar belangrijk als vissersplaatsje, maar tegenwoordig stelt het haventje weinig meer voor. Hellnar ligt even ten zuiden van Arnarstapi aan de kust van de Faxaflói, en ook hier zijn veel basaltpartijen te vinden. Plaatselijk bekend is Baðstofa, een grot vlak bij de haven waar de lichtval door de reflecties in het op en neer gaande zeewater opmerkelijk is. 
Even verderop is een koude waterbron te vinden, die de IJslanders "Lífslind Hellamanna" (Levensbron van de mensen van Hellnar) noemden. Men beweerde dat de bron een heilzame werking had, en later plaatste men er een beeldje van de Heilige Maagd Maria boven. De waterbron werd daarna "Maríulind" (Maria's bron) genoemd.
Ook is er een toeristisch informatie centrum van het nationaal park Snæfellsjökull.

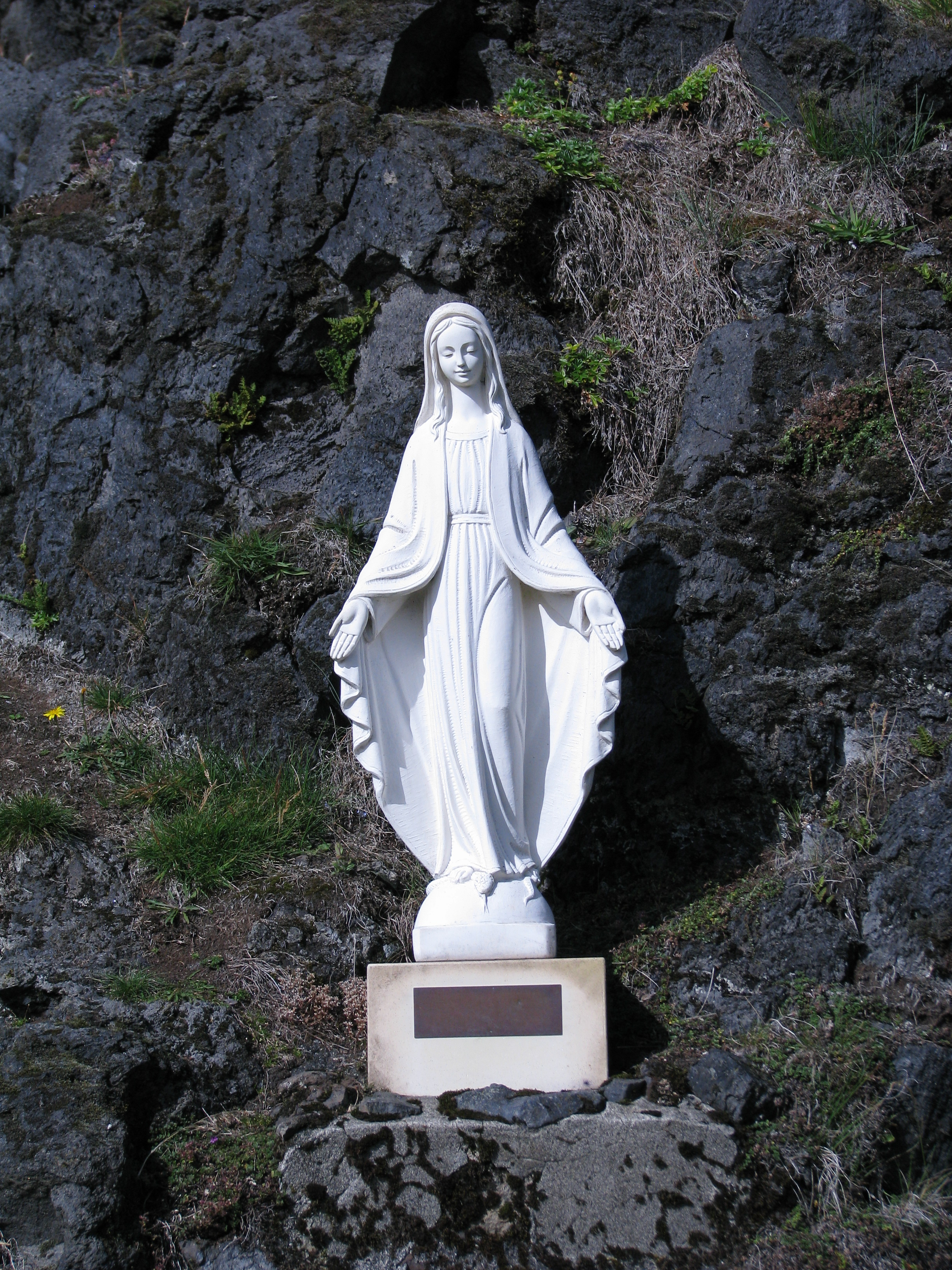
Het beeldje van Maríulind